# Nora Waldstätten
Nora Waldstätten (Vienna, 1º dicembre 1981) è un'attrice austriaca, attiva in campo televisivo, teatrale e cinematografico che vive e lavora in Germania.

## Biografia
Nora Marie-Theres Beatrice Elisabeth Waldstätten è nata a Vienna il 1 dicembre 1981. Discendente della famiglia dei baroni di Waldstätten (appartenenti alla nobiltà austriaca), è la pronipote diretta del generale Egon von Waldstätten. Sino al 2016 ha mantenuto il proprio nome di nascita Nora von Waldstätten, ma successivamente ha preferito il nome d'arte di Nora Waldstätten, distaccandosi così dall'ex nobiltà austro-ungarica.
Dal 2003 al 2007 ha frequentato l'Università delle Arti di Berlino, ottenendo la laurea in recitazione. Già durante questo periodo prese parte a produzioni per il cinema e la televisione.
Nel 2005 è diventata nota al pubblico per la sua partecipazione alla fiction WDR Der Frauenflüsterer. Nel 2009 ha ricevuto il New Faces Award per il suo ruolo di studentessa omicida in Herz aus Eis. Inoltre, è stata premiata nel 2010 al Festival Max Ophüls come migliore attrice. A livello internazionale è apparsa nel ruolo di Magdalena Kopp nel film biografico di Olivier Assayas The Jackal, presentato al Festival di Cannes 2010. Nel 2012 ha avuto una parte nell'adattamento televisivo del romanzo Mondo senza fine di Ken Follett nel ruolo di Gwenda, uno dei personaggi principali.

## Filmografia

### Cinema
- Jargo, regia di Maria Solrun (2004)
- 2nd and A, regia di Jan Bonny - cortometraggio (2004)
- Falscher Bekenner, regia di Christoph Hochhäusler (2005)

- Rukelie, regia di Sabine Nawrath - cortometraggio (2006)
- The Other Possibility, regia di Ashley Horner (2007)
- Was bleibt, regia di David Nawrath - cortometraggio (2008)
- Tangerine, regia di Irene von Alberti (2008)
- La contessa (The Countess), regia di Julie Delpy (2009)
- Schwerkraft, regia di Maximilian Erlenwein (2009)
- Parkour, regia di Marc Rensing (2009)
- Oktober November, regia di Götz Spielmann (2013)
- I fantastici 5 - Alla ricerca del tesoro perduto (Fünf Freunde 3), regia di Mike Marzuk (2014)
- Sils Maria (Clouds of Sils Maria), regia di Olivier Assayas (2014)
- Das ewige Leben, regia di Wolfgang Murnberger (2015)
- Die dunkle Seite des Mondes, regia di Stephan Rick (2015)
- Personal Shopper, regia di Olivier Assayas (2016)
- Wilde Maus, regia di Josef Hader (2017)
- Grießnockerlaffäre, regia di Ed Herzog (2017)
- Sauerkrautkoma, regia di Ed Herzog (2018)
- Freies Land, regia di Christian Alvart (2019)
- Kaiserschmarrndrama, regia di Ed Herzog (2021)

### Televisione
- Jetzt erst recht! – serie TV, episodio 1x07 (2005)
- Meine fremde Tochter, regia di Manfred Stelzer – film TV (2008)
- Un caso per due (Ein Fall für zwei) – serie TV, episodio 30x02 (2010)
- Carlos – miniserie TV, 2 puntate (2010)
- Polizeiruf 110 – serie TV, episodio 40x06 (2011)
- Mondo senza fine (World Without End) – miniserie TV, 8 puntate (2012)
- Una famiglia (Das Adlon. Eine Familiensaga) – miniserie TV, 2 puntate (2013)
- Woyzeck, regia di Nuran Calis – film TV (2013)
- Blutsschwestern, regia di Thomas Roth – film TV (2014)
- Die Spiegel-Affäre, regia di Roland Suso Richter – film TV (2014)
- Altes Geld – miniserie TV, 8 puntate (2015)
- Nachtschicht – serie TV, episodi 1x09-1x14 (2011-2016)
- Allmen – miniserie TV, 1 puntata (2017)
- Mata Hari: Tanz mit dem Tod, regia di Kai Christiansen – film TV (2017)
- Die Firma dankt, regia di Paul Harather – film TV (2017)
- The Team – serie TV, 8 episodi (2018)
- Les Rivières pourpres – serie TV, episodi 1x01-1x02 (2018)
- Helen Dorn – serie TV, episodio 1x10 (2018)
- Tatort – serie TV, 3 episodi (2005-2018)

- 8 giorni alla fine (8 Tage) – miniserie TV, 8 puntate (2019)
- The New Pope – miniserie TV, 8 puntate (2019-2020)
- Gli omicidi del lago (Die Toten vom Bodensee) – serie TV, 15 episodi (2014-in corso)